# Familjen Addams
För andra betydelser, se Familjen Addams (olika betydelser).

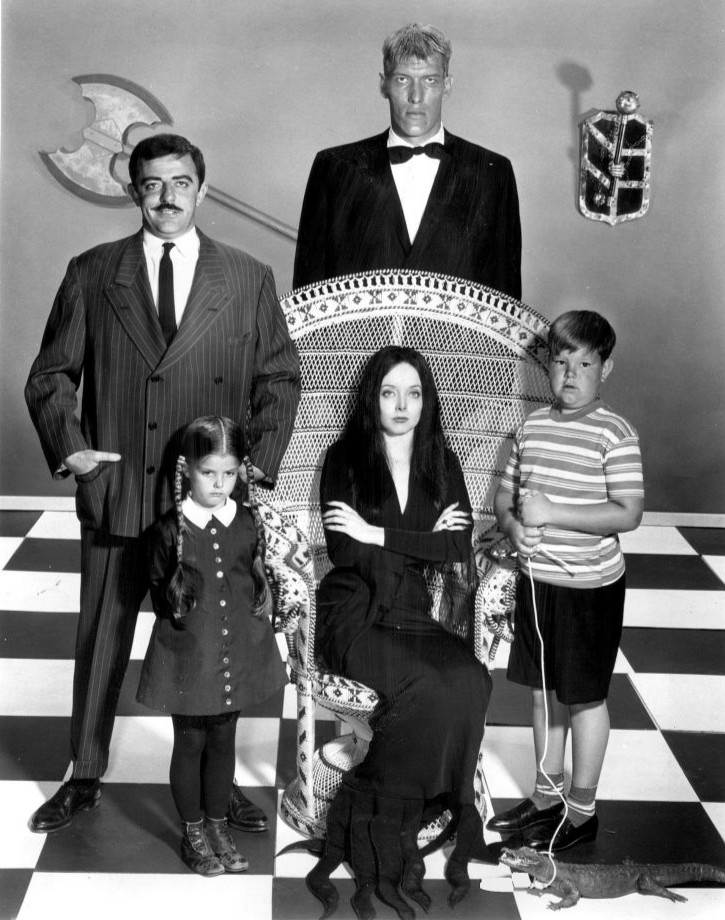
Medlemmarna i 1964 års TV-serie av Familjen Addams. Från vänster: John Astin (Gomez), Ted Cassidy (Lurch). Stående framför: Lisa Loring (Wednesday), Ken Weatherwax (Pugsley). Sittande: Carolyn Jones (Morticia).

Familjen Addams (engelska: Addams Family) är en franchise ursprungligen baserad på tecknaren Charles Addams skämtteckningar i tidskriften The New Yorker, som började publiceras 1938. Den handlar om den besynnerliga familjen Addams som bor i ett gotiskt viktorianskt hus och tjusas av det som de flesta människor tycker är obehagligt. Familjen består av pappa Gomez och hans fru Morticia, Uncle Fester, Grandmama och barnen Pugsley och Wednesday, husets butler Lurch samt den vandrande handen Thing. Det förekommer också en figur som heter kusin Itt som ursprungligen inte var skapad av Charles Addams.
TV-serierna och filmerna om familjen Addams kan vara baserade på "drift med fördomar". Familjen Addams är på ytan "goda amerikaner" i en övre medelklassmiljö, men som egentligen är en skum, bisarr och främmande familj. Dessutom verkar familjen inte medveten om att omgivningen uppfattar dem som udda.
Ett flertal uppföljare har gjorts, bland annat tre spelfilmer, Familjen Addams, uppföljaren Den heliga familjen Addams och den separata Familjen Addams återförenas; två tecknade TV-serier, ett antal spel, böcker och en musikal. Kompositör till den välkända signaturmelodin, med knäppande fingrar, var Vic Mizzy.

## Rollfigurer

### Gomez Addams
Gomez Addams är husets huvudman och familjepatriark. Han är gift med Morticia Addams och är far till Wednesday och Pugsley Addams. Han är från början Farmors son, men detta redigerades i filmen från 1991, där han blev Farmors svärson i stället. Det som också redigerades var att han blev Farbror Festers yngre bror istället för svåger. I originalserien i tidningen The New Yorker var han knubbig och hade en vikande haka.
I serien från 1960-talet, porträtterades Gomez som naiv, snygg, och som en framgångsrik man, men ändå med en barnslig, excentrisk entusiasm över allt han gjorde. Till exempel verkade han vara mycket duktig på olika kampkonster, han fäktades ibland med Morticia, och en av hans mest älskade hobbyer var Zen Yogi, någon typ av meditation som går ut på att stå på huvudet.
Gomez visar upp en ändlös kärlek för sin hustru, Morticia.

### Fester Addams
Fester Addams (även känd som farbror Fester) är Gomez bror i filmen från 1991. Fester är en blek och flintskallig människa som ofta går omkring klädd i en kappa. Fester framstår som en glad och snäll person mot sina familjemedlemmar men kan även vara envis, som till exempel i avsnittet Uncle Fester's Illness då han vägrar att ta av sig sin kappa för att en doktor ska ta hans puls. Fester kan även skapa el och har ofta en glödlampa i munnen som han kan tända som han vill. Fester har även ett gevär som förekommer i vissa avsnitt av serien från 1960-talet.

## 1964 års TV-serie
Visades ursprungligen på ABC i 64 avsnitt mellan åren 1964 och 1966. I Sverige har den visats flera gånger, första gången 1965 i SVT. Serien har också släppts på DVD.
Rollista:
- Gomez - John Astin
- Morticia - Carolyn Jones
- Pugsley - Ken Weatherwax
- Wednesday - Lisa Loring
- Farbror Fester (Uncle Fester) - Jackie Coogan
- Farmor (Grandma) - Blossom Rock
- Lurch - Ted Cassidy
- Thing - Ted Cassidy
- Kusin Itt - Felix Silla

### Avsnittsförteckning

#### Säsong 1 (1964-1965)
| Nr | Titel                                      | Datum             |
| -- | ------------------------------------------ | ----------------- |
| 1  | The Addams Family Goes to School           | 18 september 1964 |
| 2  | Morticia and the Psychiatrist              | 25 september 1964 |
| 3  | Fester's Punctured Romance                 | 2 oktober 1964    |
| 4  | Gomez, the Politician                      | 9 oktober 1964    |
| 5  | The Addams Family Tree                     | 16 oktober 1964   |
| 6  | Morticia Joins the Ladies League           | 23 oktober 1964   |
| 7  | Halloween with the Addams Family           | 30 oktober 1964   |
| 8  | Green-Eyed Gomez                           | 6 november 1964   |
| 9  | The New Neighbours                         | 13 november 1964  |
| 10 | Wednesday Leaves Home                      | 20 november 1964  |
| 11 | The Addams Family Meet the V.I.P.'s        | 27 november 1964  |
| 12 | Morticia, the Matchmaker                   | 4 december 1964   |
| 13 | Lurch Learns to Dance                      | 11 december 1964  |
| 14 | Art and the Addams Family                  | 18 december 1964  |
| 15 | The Addams Family Meets a Beatnik          | 1 januari 1965    |
| 16 | The Addams Family Meets the Undercover Man | 8 januari 1965    |
| 17 | Mother Lurch Visits the Addams Family      | 15 januari 1965   |
| 18 | Uncle Fester's Illness                     | 22 januari 1965   |
| 19 | The Addams Family Splurges                 | 29 januari 1965   |
| 20 | Cousin Itt Visits                          | 5 februari 1965   |
| 21 | The Addams Family in Court                 | 12 februari 1965  |
| 22 | Amnesia in the Addams Family               | 19 februari 1965  |
| 23 | Thing Is Missing                           | 5 mars 1965       |
| 24 | Crisis in the Addams Family                | 12 mars 1965      |
| 25 | Lurch and His Harpsichord                  | 19 mars 1965      |
| 26 | Morticia, the Breadwinner                  | 26 mars 1965      |
| 27 | The Addams Family and the Spacemen         | 2 april 1965      |
| 28 | My Son, the Chimp                          | 9 april 1965      |
| 29 | Morticia's Favorite Charity                | 16 april 1965     |
| 30 | Progress and the Addams Family             | 23 april 1965     |
| 31 | Uncle Fester's Toupee                      | 30 april 1965     |
| 32 | The Vocational Counselor                   | 7 maj 1965        |
| 33 | Lurch, the Teenage Idol                    | 14 maj 1965       |
| 34 | The Winning of Morticia Addams             | 21 maj 1965       |

### Säsong 2
| Nr | Titel                                       | Datum             |
| -- | ------------------------------------------- | ----------------- |
| 1  | My Fair Cousin Itt                          | okänd             |
| 2  | Morticia's Romance: Part 1                  | 24 september 1965 |
| 3  | Morticia's Romance: Part 2                  | 1 oktober 1965    |
| 4  | Morticia Meets Royalty                      | 8 oktober 1965    |
| 5  | Gomez, the People's Choice                  | 15 oktober 1965   |
| 6  | Cousin Itt's Problem                        | 22 oktober 1965   |
| 7  | Halloween-Addams Style                      | 29 oktober 1965   |
| 8  | Morticia, the Writer                        | 5 november 1965   |
| 9  | Morticia, the Sculptress                    | 12 november 1965  |
| 10 | Gomez, the Reluctant Lover                  | 19 november 1965  |
| 11 | Feud in the Addams Family                   | 26 november 1965  |
| 12 | Gomez, the Cat Burglar                      | 3 december 1965   |
| 13 | Portrait of Gomez                           | 10 december 1965  |
| 14 | Morticia's Dilemma                          | 17 december 1965  |
| 15 | Christmas with the Addams Family            | 24 december 1965  |
| 16 | Uncle Fester, Tycoon                        | 31 december 1965  |
| 17 | Morticia and Gomez vs. Fester and Grandmama | 7 januari 1966    |
| 18 | Fester Goes on a Diet                       | 14 januari 1966   |
| 19 | The Great Treasure Hunt                     | 21 januari 1966   |
| 20 | Ophelia Finds Romance                       | 28 januari 1966   |
| 21 | Pugsley's Allowance                         | 4 februari 1966   |
| 22 | Happy Birthday, Grandma Frump               | 11 februari 1966  |
| 23 | Morticia, the Decorator                     | 18 februari 1966  |
| 24 | Ophelia Visits Morticia                     | 25 februari 1966  |
| 25 | Addams Cum Laude                            | 4 mars 1966       |
| 26 | Cat Addams                                  | 11 mars 1966      |
| 27 | Lurch's Little Helper                       | 18 mars 1966      |
| 28 | The Addams Policy                           | 25 mars 1966      |
| 29 | Lurch's Grand Romance                       | 1 april 1966      |
| 30 | Ophelia's Career                            | 8 april 1966      |

### Övrigt
| Nr | Titel                                              | Datum                        |
| -- | -------------------------------------------------- | ---------------------------- |
| 1  | Reunion Special - Halloween With the Addams Family | 30 oktober 1977 (90 minuter) |

## 1973 års tecknade TV-serie
Producerades av Hanna-Barbera Productions, visades ursprungligen på lördagsmorgnar i amerikansk TV 1973-1975 på NBC. Under den tiden gjorde också Familjen Addams en gästroll i The New Scooby Doo Movies i avsnittet Wednesday is missing. Visades på CBS 23 september 1973. Rösterna från familjen Addams består av samma skådespelare som medverkade i 1964 års TV-serie.

### Avsnittsförteckning
| Nr | Titel                                      | Datum             |
| -- | ------------------------------------------ | ----------------- |
| 1  | The Addams Family in New York              | 8 september 1973  |
| 2  | Left in the Lurch                          | 15 september 1973 |
| 3  | Boola Boola                                | 22 september 1973 |
| 4  | The Fastest Creepy Camper in the West      | 29 september 1973 |
| 5  | The Mardi Gras Story                       | 6 oktober 1973    |
| 6  | Follow That Loaf of Bread                  | 13 oktober 1973   |
| 7  | Aloha, Hoolamagoola                        | 20 oktober 1973   |
| 8  | The Reluctant Astronauts' Trip to the Moon | 27 oktober 1973   |
| 9  | The Great Balloon Race                     | 3 november 1973   |
| 10 | Ghost Town                                 | 10 november 1973  |
| 11 | The Circus Story                           | 17 november 1973  |
| 12 | The Addams Family at Sea                   | 24 november 1973  |
| 13 | The Voodoo Story                           | 1 december 1973   |
| 14 | The Roller Derby Story                     | 8 december 1973   |
| 15 | The Addams Family Goes West                | 15 december 1973  |
| 16 | The Addams Family at the Kentucky Derby    | 22 december 1973  |
| 17 | N.J. Addams                                | 29 december 1973  |
| 18 | The Great Race                             | 5 januari 1974    |
| 19 | Going Camping                              | 12 januari 1974   |
| 20 | Losin A Job                                | 26 januari 1974   |
| 21 | New Monster In Town                        | 2 februari 1974   |
| 22 | Pugsley Cheats                             | 9 februari 1974   |
| 23 | Party Disaster                             | 16 februari 1974  |
| 24 | The Tale                                   | 23 februari 1974  |
| 25 | The Spy                                    | 2 mars 1974       |
| 26 | The Lucky Guy                              | 9 mars 2007       |
| 27 | Don't Breathe!                             | 16 mars 1974      |
| 28 | Over Nightmare                             | 23 mars 1974      |
| 29 | It's In The Attic                          | 30 mars 1974      |
| 30 | Making A Video                             | 6 april 1974      |
| 31 | Dead Lines                                 | 13 april 1974     |
| 32 | Escape                                     | 20 april 1974     |
| 33 | Hotel Horror                               | 27 april 1974     |
| 34 | It's Really Me                             | 4 maj 1974        |
| 35 | Creep County                               | 11 maj 1974       |

## 1992 års tecknade TV-serie
Producerades också av Hanna-Barbera Productions och visades ursprungligen på lördagsmorgnar mellan 12 september 1992 och 6 november 1993 på ABC. I Sverige har serien visats på TV3, FilmNet, Cartoon Network och Boomerang.
Svenska röster:
- Gomez - Andreas Nilsson
- Morticia - Annelie Berg
- Pugsley - Staffan Hallerstam
- Onsdag (Wednesday) - Annica Smedius
- Farbror Fester (Uncle Fester) - Steve Kratz
- Lurch - Gunnar Ernblad
- Mormor (Grandma) - Annica Smedius
- Grannen - Mattias Knave
- Grannens fru - Annica Smedius
- Grannens son - Peter Sjöquist

### Avsnittsförteckning

#### Säsong 1
| Nr | Titel                                                                | Datum             |
| -- | -------------------------------------------------------------------- | ----------------- |
| 1  | Dead and Breakfast                                                   | 19 september 1992 |
| 2  | N.J. Addams                                                          | 10 oktober 1992   |
| 3  | Happyester Fester                                                    | 12 september 1992 |
| 4  | The Day Gomez Failed                                                 | 26 september 1992 |
| 5  | Itt's Over                                                           | 14 november 1992  |
| 6  | F.T.V.                                                               | 7 november 1992   |
| 7  | Addams Family PTA                                                    | 28 november 1992  |
| 8  | Puttergeist                                                          | 31 oktober 1992   |
| 9  | A Thing Is Born / Choke and Dagger / Fester's Diary                  | 17 oktober 1992   |
| 10 | Girlfriendstein / Pugsley by the Numbers / Beware of Thing           | 3 oktober 1992    |
| 11 | Sir Pugsley / Festerman / Art to Art                                 | 24 oktober 1992   |
| 12 | Little Big Thing / Little Bad Riding Hood / Metamorphosister         | 5 december 1992   |
| 13 | Hide and Go Lurch / Hook, Line and Stinkers / A Sword Fightin' Thing | 21 november 1992  |

| Nr | Titel                                                                | Datum             |
| -- | -------------------------------------------------------------------- | ----------------- |
| 14 | Color Me Addams                                                      | 18 september 1993 |
| 15 | No Ifs, Ands or Butlers                                              | 25 september 1993 |
| 16 | Jack and Jill and the Beanstalk / Festerman Returns / Hand Delivered | 2 oktober 1993    |
| 17 | Sweetheart of a Brother                                              | 9 oktober 1993    |
| 18 | Double O Honeymoon                                                   | 16 oktober 1993   |
| 19 | Then Came Granny / Pet Show Thing / Fester Sings the Fester Way      | 23 oktober 1993   |
| 20 | Camp Addams / Little Doll Lost / King of the Polycotton Blues        | 30 oktober 1993   |
| 21 | A Girl and a Ghoul / A Little Bit of Pugsley / Ask Granny            | 6 november 1993   |
| 22 | Family Reunion                                                       | okänd             |

## Spel
- Fester's Quest
- The Addams Family (flipperspel)
- The Addams Family (datorspel)
- The Addams Family: Pugsley's Scavenger Hunt
- Addams Family Values

## Böcker
- Familjen Addams (The Addams Family) av Jack Sharkey (1973). Falun: Wahlströms ungdomsböcker. Nr: 1396-1397, ISBN 91-32-10903-2.
- Familjen Addams slår till (The Addams Family Strikes Back) av W F Miksch (1968/1965). Falun: Wahlströms ungdomsböcker. Nr: 1396-1397.
- Gespenster parade (Homebodies) av Charles Addams (1954). Hamburg: Rowohlt verlag.
- The Addams Chronicles - An Altogether Ooky Look at The Addams Family (andra utgåvan) av Stephen Cox (1998). Nashville, Tennessee, USA: Cumberland House. ISBN 1-888952-91-1.

## Musikaler
- Familjen Addams (2012/2014)

### Fotnoter
1. ↑  Mikael Löfgren (23 september 2013). ”Lyckad återupplivning av familjen Addams”. Dagens nyheter. http://www.dn.se/arkiv/kultur/lyckad-aterupplivning-av-familjen-addams/. Läst 2 november 2016.